# 1987 dans le catholicisme
Chronologie du catholicisme
- 1983
- 1984
- 1985
- 1986
- 1987
- 1988
- 1989
- 1990
- 1991

Cet article présente les faits marquants de l'année 1987 dans le catholicisme.

## Évènements
- 25 mars : publication de l'encyclique Redemptoris Mater sur la Vierge Marie.
- 31 mars au 13 avril : voyage apostolique du pape au Chili, en Uruguay et en Argentine (JMJ).
- 11 et 12 avril : réunion des Journées mondiales de la jeunesse à Buenos Aires.
- 30 avril au 4 mai : voyage apostolique du pape en Allemagne.
  - 1er mai : béatification d'Edith Stein.
- 10 mai : béatification de Louis-Zéphirin Moreau et Pierre-François Jamet.
- 8 au 14 juin : voyage apostolique du pape en Pologne.
- 10 au 21 septembre : voyage apostolique du pape aux États-Unis et au Canada.
- 1er octobre : ouverture du VIIe synode des évêques sur la place des laïcs.
- 4 octobre : béatification de Marcel Callo.
- 18 octobre : canonisation de Lorenzo Ruiz et 16 de ses compagnons.
- 25 octobre : canonisation de Giuseppe Moscati.
- 1er novembre : canonisation d'Arnould Rèche
- 30 décembre : publication de l'encyclique Sollicitudo rei socialis sur le développement humain et le progrès.

## Décès

### Janvier
- 15 janvier : Aníbal Muñoz Duque, cardinal colombien, archevêque de Bogota (° 3 octobre 1908)
- Date précise inconnue : Élie Gautier, prêtre fondateur et directeur de la Mission bretonne (° 27 juillet 1903)

### Février
- 10 février : Léon Messmer, prélat et missionnaire français, évêque d'Ambanja (° 26 septembre 1900)
- 20 février : Joseph Parecattil, cardinal indien, archevêque majeur syro-malabar d'Ernakulam (° 1er avril 1912)
- 24 février : Henri Pinault, prélat et missionnaire français, évêque de Chengdu (° 7 septembre 1904)

### Mars
- 3 mars : Yves-Dominique Mesnard, prêtre dominicain et aumônier français de la marine (° 20 août 1909)
- 15 mars : Joseph Robert, prêtre français, fondateur d'une communauté pastorale (° 12 avril 1898)
- 27 mars : Bienheureux Giuseppe Ambrosoli, prêtre, missionnaire en Ouganda et médecin italien (° 25 juillet 1923)

### Juin
- 14 juin : Agostino Trapè, prêtre augustin et théologien italien (° 9 janvier 1915)

### Juillet
- 13 juillet : Alfred Atton, prélat français, évêque de Langres (° 10 juillet 1902)
- 17 juillet : Louis-Séverin Haller, prélat suisse, évêque-abbé de Saint-Maurice (° 11 février 1895)
- 21 juillet :
  - Inés Arango, religieuse franciscaine et missionnaire colombienne, martyre, vénérable (° 6 avril 1937)
  - Alejandro Labaca, prélat capucin et missionnaire espagnol, vicaire apostolique d'Aguarico, martyr, vénérable (° 19 avril 1920)
- 25 juillet : Georges Béjot, prélat français, évêque auxiliaire de Reims (° 23 août 1896)

### Août
- 10 août : Patrick O'Boyle, cardinal américain, archevêque de Washington (° 18 juillet 1896)
- 11 août : Antonio José Plaza, prélat argentin, archevêque de La Plata (° 21 décembre 1909)
- 20 août : José Maria Bueno y Monreal, cardinal espagnol, archevêque de Séville (° 11 septembre 1904)
- 23 août : Stephanos Ier Sidarouss, cardinal égyptien, patriarche copte d'Alexandrie (° 22 février 1904)
- 27 août : Gustave Lamarche, prêtre, poète, historien et enseignant canadien (° 17 juillet 1895)

### Septembre
- 24 septembre : Georges-Léon Pelletier, prélat canadien, évêque de Trois-Rivières (° 19 août 1904)
- 28 septembre : Mario von Galli, prêtre jésuite, théologien et écrivain autrichien (° 20 octobre 1904)

### Octobre
- 16 octobre : Joseph Höffner, cardinal allemand, archevêque de Cologne (° 24 décembre 1906)
- 20 octobre : Jules Hirlemann, prêtre et résistant français, compagnon de la Libération (° 14 janvier 1901)

### Décembre
- 1er décembre : Martino Giusti, prélat italien de la Curie (° 15 octobre 1905)
- 17 décembre : Bernardus Johannes Alfrink, cardinal néerlandais, archevêque d'Utrecht (° 5 juillet 1900)
- 30 décembre : André-Marcel Burg, prêtre, archiviste et bibliothécaire français (° 22 décembre 1913)